# Przejście Apple na procesory firmy Intel

Porównanie sprzedaży komputerów Mac z procesorami PowerPC i Intel

Przejście Apple na procesory Intel zostało zapowiedziane na konferencji WWDC w 2005 roku i obejmowało przejście komputerów Mac z architektury PowerPC na x86. Przejście rozpoczęło się ukazaniem pierwszych iMaców i MacBooków Pro z procesorami Intel Core Duo pod koniec lutego 2006, a zakończyło się wydaniem systemu Snow Leopard w sierpniu 2009, w którym zostało usunięte wsparcie dla PowerPC.

## Kalendarium „przesiadki”
- 6 czerwca 2005: Steve Jobs na WWDC ogłasza plany przejścia na platformę x86

- 10 stycznia 2006: ogłasza wydanie pierwszych komputerów z chipami Intela: 15-calowy MacBook Pro, oraz iMac z procesorami Core Duo

- 28 lutego 2006: zapowiedź wprowadzenia na rynek komputerów Mac Mini w opcjach z procesorami Intel Core Solo i Duo

- 5 kwietnia 2006: Apple zapowiada wydanie BootCampa, który umożliwi uruchomienie Windows XP na komputerach Mac

- 24 kwietnia 2006: zapowiedź 17-calowego Macbooka Pro zastępującego PowerBooka

- 27 kwietnia 2006: Intel zapowiada znacznie wcześniejsze wydanie procesorów z rodziny Intel Core

- 16 maja 2006: Apple zapowiada zastąpienie laptopów iBook i 12-calowych PowerBooków linią MacBook

- 26 czerwca 2006: Intel zapowiada rodzinę procesorów Xeon 5100 przeznaczonych docelowo do serwerów i stacji roboczych

- 5 lipca 2006: Apple zapowiada zastąpienie eMaca specjalna edycją iMaca dla edukacji

- 7 sierpnia 2006: ostatnie komputery z PPC zostają zamienione na odpowiedniki z procesorami produkcji Intela; Power Mac G5 na Maca Pro, oraz Xserve G5 na Xserve z Xeonami z rodziny 5100

- 28 sierpnia 2009: Apple wprowadza nowy system-Snow Leopard, w którym zostaje usunięta możliwość instalacji systemu na komputerach z procesorami PowerPC
- 22 czerwca 2020: Zapowiedź kolejnej przesiadki z procesorów firmy Intel na Apple Silicon.

## Poprzednie „przesiadki” Apple
Linia komputerów Macintosh przeszła podobną zmianę pomiędzy 1994 i 1996, kiedy to Apple zrezygnowało z procesorów 68k produkcji Motoroli, na rzecz architektury PowerPC, które współtworzyło Apple wraz z IBM-em i Motorolą. To przejście zajęło kilka lat, podczas którego tworzone były edycje systemu Mac OS na obie platformy, wprowadzona była niskopoziomowa emulacja architektury 68k, a deweloperzy byli namawiani na wydawanie swoich programów w edycjach fat binaries, które mogły być uruchamiane na komputerach z procesorami obu producentów.
Niedawno, również odbyło się pewne przejście, które polegało na zastąpieniu systemu Mac OS, OS Xem. Przesiadka zajęła również kilka lat (starsze wersje systemu nadal posiadają małe udziały na rynku komputerów Mac) i została ułatwiona obecnością środowiska Classic, w którym mógł zostać uruchamiany Mac OS 9 i programy nie przeportowane na wersje dla OS Xa. Inną funkcją, która pozwoliła gładko przejść przez zmianę był Carbon dla Mac OS 9 i OS Xa, który umożliwiał natywne uruchamianie aplikacji na obu systemach. Każda wersja systemu Mac OS X była kompilowana na obie architektury: PowerPC i Intel; wieloplatformowość poprzednika-NeXTSTEPa została utrzymana. Obecnie nie jest wiadome, czy Apple kompiluje systemy na inne architektury.

## Przyczyny
Główną przyczyną do przejścia na procesory x86 którą wskazywał Steve Jobs, był powolny rozwój architektury PowerPC przez IBM i wiara, iż Intel lepiej spełni potrzeby Apple. W szczególności wskazywał na osiągi w stosunku do zużywanej energii przyszłych procesorów, co jest szczególnie ważne w laptopach, gdzie od tego bardzo zależy długość pracy na baterii. Inną niedogodnością procesorów PPC, które utrudniało wprowadzanie mocniejszych procesorów do komputerów przenośnych, było ciepło, które znacząco przeszkadzało w laptopach, które stawały cię coraz większym segmentem rynku komputerów osobistych.
Powolny rozwój jednak nie dotyczył tylko energooszczędności, lecz także osiągów procesorów, m.in. pomimo tego, że w 2003 roku zostały zapowiedziane procesory PowerPC G5 o taktowaniu 3 GHz na następny rok, to nie zostały jeszcze zaprezentowane do czasu przejścia na procesory Intela w 2005 roku, czyli dwa lata później.
Niektórzy obserwatorzy, po przejściu na architekturę x86 również byli zaskoczeni, że Apple nie skorzystało z procesorów produkcji AMD, która stała się wtedy poważnym rywalem dla Intela w segmencie CPU wprowadzając znacznie szybciej różne nowości technologiczne, np. architekturę x86-64, dzięki czemu Apple mogło uniknąć jeszcze jednej przesiadki, tym razem z 32, na 64-bity. Jednakże wiele osób na decyzję o wybraniu Intela, a nie AMD jako producenta procesorów wskazuje, mniejszy pobór prądu przez jego procesory, co jest szczególnie ważne w długości żywotności baterii i czasie działania komputera przenośnego bez podłączania go do źródła zasilania.

## Korzyści
Osoby chwalące przejście na architekturę x86 wskazują na wszelakie korzyści, m.in. na możliwość uruchamiania wielu klas oprogramowania w prawie natywnej szybkości, np.: oprogramowanie dla OS Xa, aplikacje w Javie/.NET, aplikacje Unixowe i aplikacje Win32.
Początkowo do uruchamiania aplikacji napisanych na architekturę x86 było potrzebne oprogramowanie służące do emulacji takie jak DOSBox czy Microsoft Virtual PC, jednakże po przejściu podobne oprogramowanie mogło uzyskać większą wydajność, nawet bliską natywnej podczas wirtualizacji, tak jak to jest w przypadku Parallels Desktop for Mac i VMware Fusion. Dla tych klientów, którzy chcą bardziej konwencjonalnego środowiska Apple umożliwiło, wydając oprogramowanie BootCamp (zawiera sterowniki od komputerów Mac dla systemów z rodziny Windows), podwójną, potrójną, a nawet poczwórną możliwość bootowania.
Pomimo tego, że znakomita większość gier wymaga używania API DirectX, niedostępnego dla OS Xa (na każdym rodzaju procesora), to jednak powinno być o wiele prościej sportować kod oparty na niezależnym OpenGLu; teraz deweloperzy nie muszą już dłużej rozwiązywać problemów, powiązanych z portowaniem programów z edycji dla architektury x86 na PPC, takich jak: różnica w kolejności bajtów, bądź zależność w modelu programowym procesora.